# آرام قارابگیان
آرام واچیکی قارابگیان (ارمنی: Արամ Վաչիկի Ղարաբեկյան؛ ۷ ژوئیهٔ ۱۹۵۵ – ۱۰ ژانویهٔ ۲۰۱۴) رهبر موسیقی اهل ارمنستان بود.

## زندگی‌نامه
آرام قارابگیان در سال ۱۹۵۵ (۱۳۳۴) در تهران به دنیا آمد. وی به تحصیل در دانشکده موسیقی بوستون پرداخت و درآن زمان موفق به دریافت بورس تحصیلی برای ادامه تحصیلاتش در مرکز موسیقی برکشر تانگل وود شد. وی همچنین در شهر بوستون ارکستر سمفونی سیفونوا را تأسیس نمود و به دریافت جوایزی نائل گشت. وی آثاری برای پیانو، دو فلوت، پنج ویولنسل و کنترباس و گروه ۱۵ نفره نوازندگان سازهای زهی نوشته بود.
قارابگیان رهبر ارکستر مجلسی جمهوری ارمنستان نیز بود. اجراهای ارکستر مجلسی قارابگیان را می‌توان گویاترین اجراهایی دانست که از موسیقی دانان ارمنی و کلاسیک جهان انجام پذیرفته است. . وی همچنین برنده جوایزی همچون چهره هنری شایسته جمهوری ارمنستان (۲۰۰۷) شد.
وی در ۱۰ ژانویهٔ ۲۰۱۴ در سن ۵۸ سالگی در لس آنجلس درگذشت.